# Dornbusch (Hiddensee)

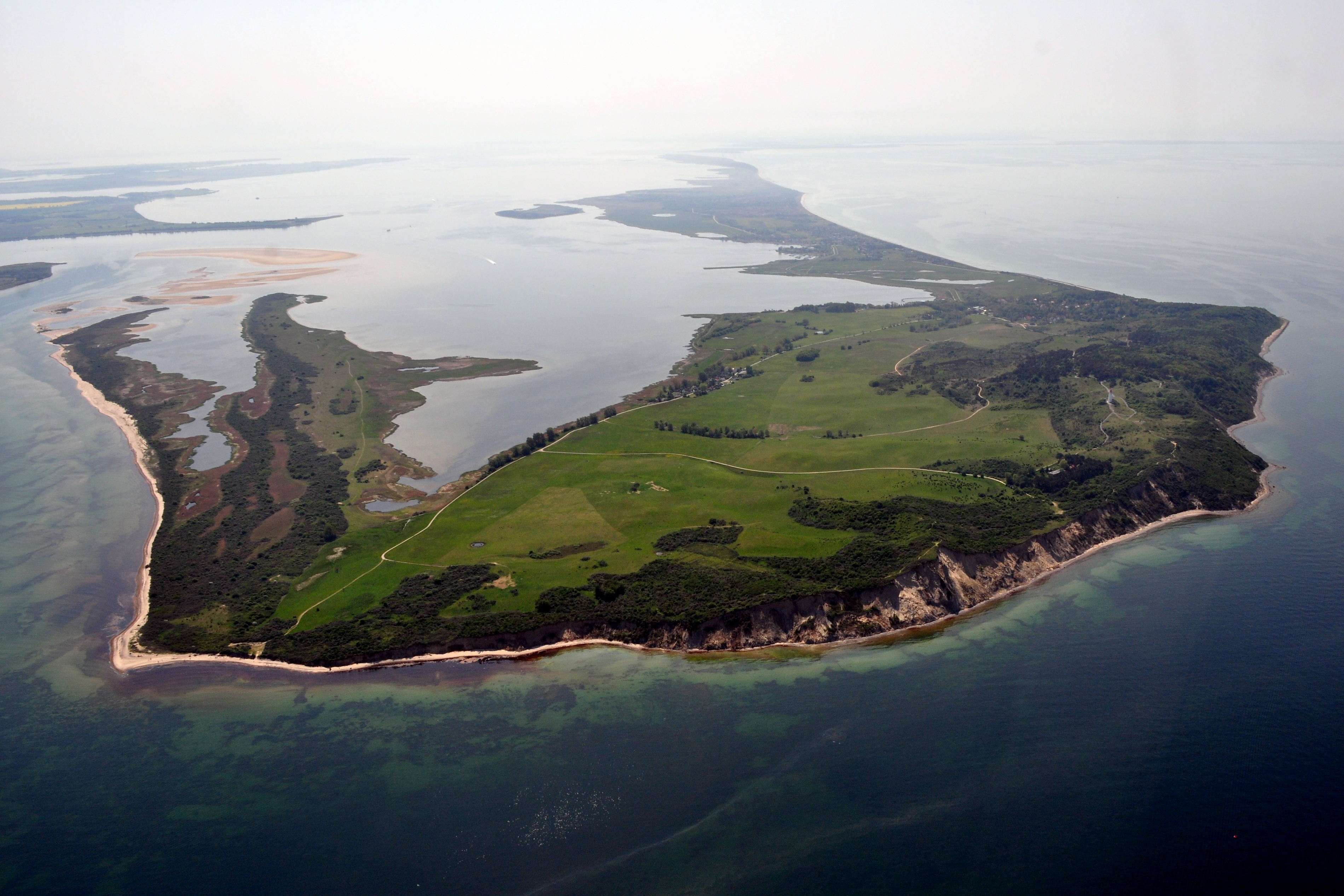
Der Dornbusch von Norden aus gesehen, Mai 2011

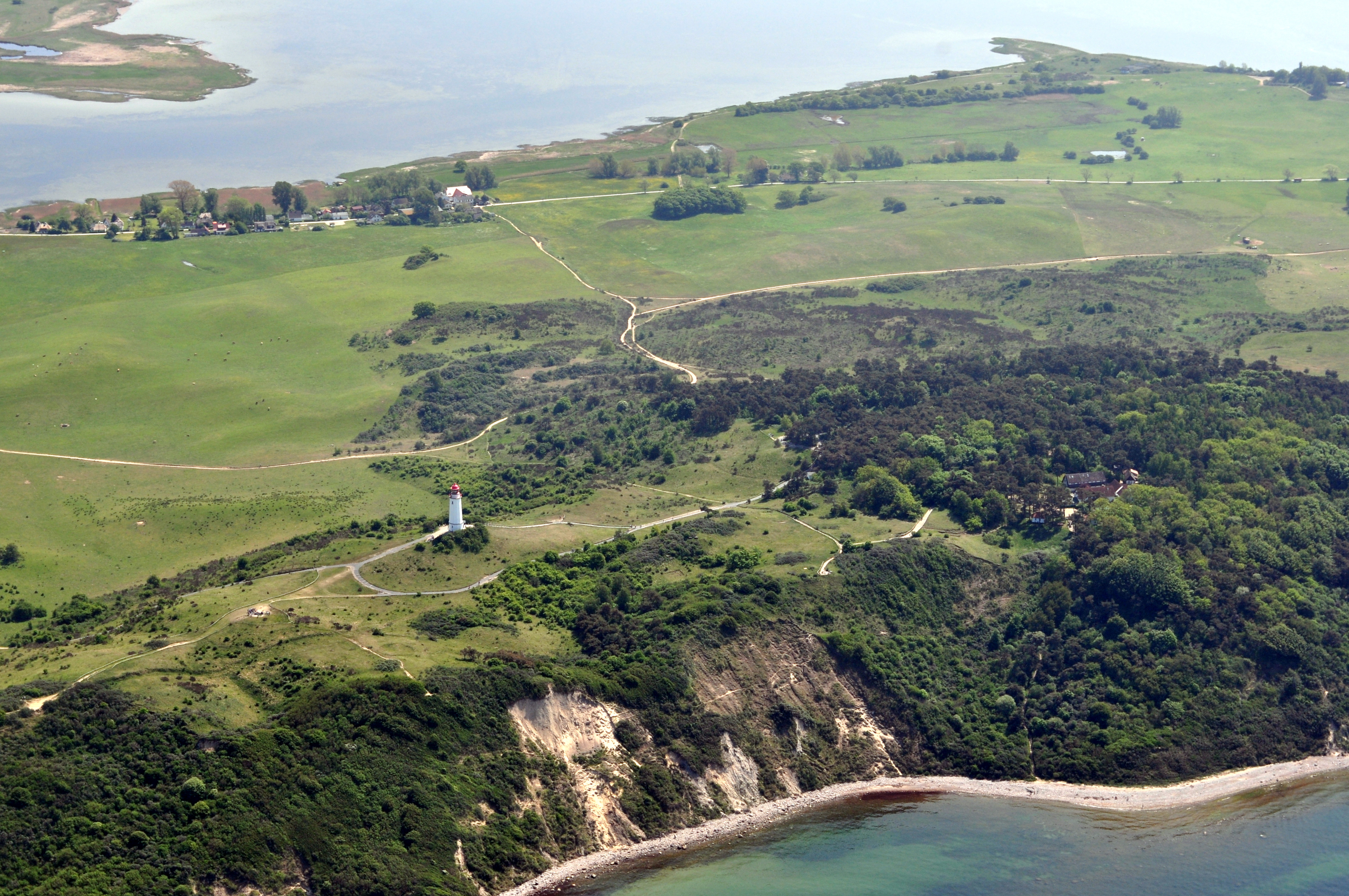
Das Hochland mit dem Leuchtturm Dornbusch, Mai 2011

Als Dornbusch wird das Hügelland im Nordteil der deutschen Ostseeinsel Hiddensee bezeichnet. Es besteht überwiegend aus eiszeitlichen Ablagerungen, die nach dem Abtauen der Gletscher zurückblieben. Er ist einer von drei Inselkernen Hiddensees, die für die Entstehung des Flachlands verantwortlich sind.
Der Dornbusch hat eine Nord-Süd-Ausdehnung von ca. 2,45 Kilometern und eine Ost-West-Ausdehnung von ca. 2,85 Kilometern. Die höchste Erhebung ist der Bakenberg mit 72,7 m ü. NHN. Rund 70 m ü. NHN hoch ist der Schluckswiekberg, auf dem das Wahrzeichen Hiddensees steht, der Leuchtturm Dornbusch.
Mit seiner größtenteils noch aktiven Kliffküste stellt er eine wertvolle Landschaft im Nationalpark Vorpommersche Boddenlandschaft dar und ist dort in die Schutzzone II eingegliedert. Viele Wanderwege führen durch die abwechslungsreiche Landschaft.

## Geschichte

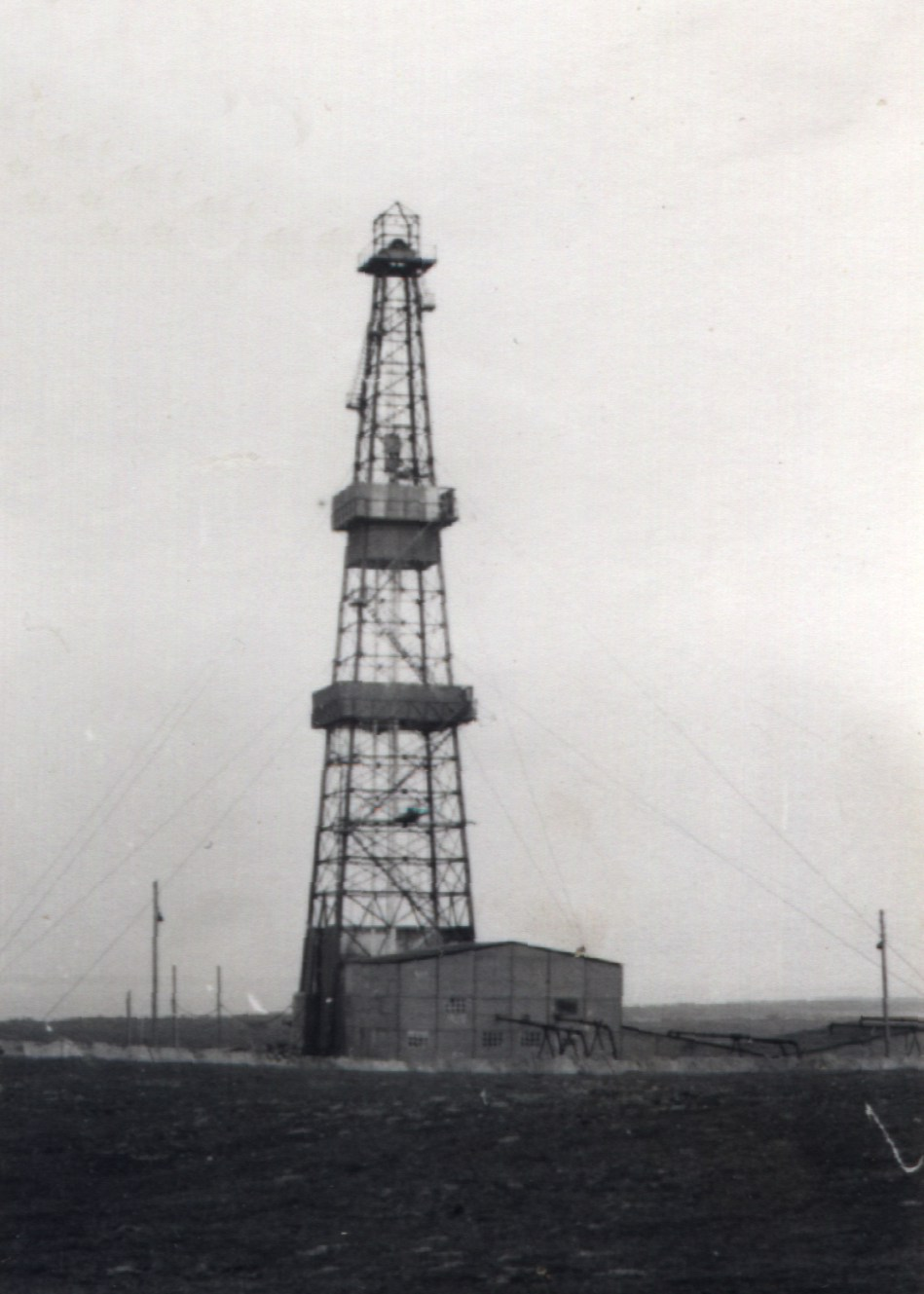
Ein Erdölbohrturm im Mai 1967 in der Nähe des Enddorns

Die Bildung des Hochlands geht auf die letzte Vergletscherungsphase Norddeutschlands, die Weichsel-Eiszeit, zurück. Ein kleiner Ausläufer der auf den heutigen Kleinen und Großen Belt weisenden Gletscherzunge schuf vor etwa 12.500 Jahren den Dornbusch. Beim Zurückweichen der Gletscher blieb er als Stauchmoräne liegen und gehörte für etwa 4000 Jahre zu einem großen Festlandbereich im Süden der heutigen Ostsee. Während der ersten Überflutungsphase der Ostsee erreichte das Wasser noch nicht den Raum um Hiddensee, erst vor etwa 3900 Jahren umspülte das Littorina-Meer die drei Inselkerne Dornbusch, Fährinsel und Gellen. Erst vor 2900 Jahren begann die Küstenerosion (Landabtragung, Verdriftung und Ablagerung) und die Herausbildung der langgestreckten Form Hiddensees durch Sand-Anschwemmungen.
Unter Befehl Wallensteins wurde 1628 bis 1630 der den gesamten Dornbusch bedeckende Eichen-Buchen-Wald abgebrannt, um den Dänen, mit denen es im Gebiet kriegerische Auseinandersetzungen gab, kein Holz mehr für den Bau von Schiffen übrig zu lassen. Sicher war der Wald aber schon vorher durch ebendiese zumindest teilweise geschädigt. Der vermeintlich alte Dornbuschwald ist also noch verhältnismäßig jung; er wurde erst ab 1861 langsam wieder mit Nadelhölzern aufgeforstet, nachdem 1780 erste Kiefernanpflanzungen fehlgeschlagen waren. Ab 1900 pflanzte man auch Laubbäume an. Vorher war das gesamte Hügelland von baumlosen Trockenrasen- und Ackerflächen bedeckt und wurde regelmäßig bei starkem Wind übersandet. Das Fällen einzelner Bäume im neu angepflanzten Wald zur Deckung des Brennholzbedarfs ließ zahlreiche lichte Stellen mit viel Unterholz entstehen.
In den 1960er und 1970er Jahren kam es zu vier Erdölbohrungen auf dem nördlichen Dornbusch, die allerdings schon kurz danach eingestellt wurden. Für den An- und Abtransport der Bohrtürme wurde am Schwedenhagen ein gesonderter Anleger errichtet. 2009 wurde er abgerissen. An der höchstgelegenen Bohrungsstelle (östlich vom Swantiberg) wurde eine Deponie für Siedlungsabfälle eingerichtet. Ab 1990 kam es vor der Aufnahme des Gebiets in den Nationalpark zur Sanierung der Deponie. Nach wie vor stellt sie ein Problem dar, denn bei fortschreitender Abtragung des Hochlands werden auch die Abfälle wieder auftauchen.
Bis 2000 standen am Enddorn Überreste der von der sowjetischen Armee gesprengten Bunker aus dem Zweiten Weltkrieg.

## Geographie

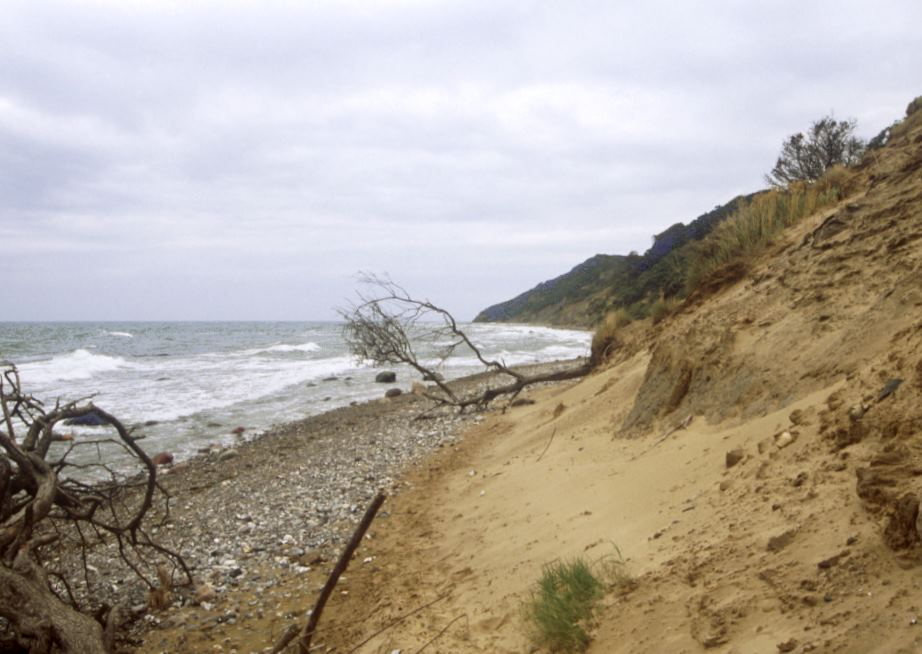
Aktives Kliff am Rennbaumhuk

Dieses Schema einer Kliffküste kann direkt auf das Dornbuschkliff übertragen werden

Der Dornbusch erstreckt sich von seinen flachen, am Vitter Bodden und bei Kloster gelegenen Ausläufern im Südosten bis zu einem bis 60 Metern aufragenden Kliff, an dessen Fuß ein mehr oder weniger breiter Geröllstrand ausgebildet ist. 
Südlich schließt sich das Hiddenseer Flachland mit Vitte, der Dünenheide, Neuendorf und schließlich dem Gellen an. Vom nordöstlichsten Punkt, dem Enddorn, ziehen sich die zwei breiten und mit Sanddorn bewachsenen Sandhaken Alt- und Neubessin nach Süden.
Der Dornbusch besteht überwiegend aus abwechselnden Schichten aus Geschiebemergel, Sand, Kies und Schreibkreide. Findlinge am Geröllstrand zeugen noch von den gewaltigen Kräften der Eismassen. Der größte ist mit Abstand der Bismark-Fels am Tiddenufer (Nordufer der Hucke); weitere sind der Zeppelin-Stein und die Saalsteine an der Hucke.
Während das Kliff zwischen dem Ort Kloster und dem Nordufer des westlichsten Steilufervorsprungs (Hucke) wegen des Baus einer drei Meter hohen Schutzmauer weitgehend inaktiv ist, kommt es im mittleren und nördlichen Teil häufig zu Erdrutschen und Abbrüchen, hier wird das Ufer weiterhin durch Abrasion zurückgeschnitten. Dabei sind zwei Küstentypen der letzteren Variante zu unterscheiden. Die hohen Uferbereiche, die nicht an exponierten Stellen liegen (also im mittleren Teil des Kliffs) werden recht langsam abgetragen, auf ihnen bilden sich zuweilen auch Sanddorngebüsche. Dagegen fallen die niedrigeren nördlichen Ufer stark ab und sind meist von aller Vegetation freigelegt. Hier kommt es häufig zur Bildung von Überhängen und Brandungshöhlen. Vor dem Bau der Uferschutzmauer um den westlichsten Küstenvorsprung (Hucke) gab es auch dort tiefe Höhlen.
Das gesamte, wenig hügelige Gelände im Südosten besteht teilweise aus Torfablagerungen und einer Grundmoräne. Ganz im Süden dieses Gebiets, östlich vom Hafen von Kloster, erhebt sich eine Stelle noch über das Umland hinaus. Der Höhenzug wird als Schwedenhagen bezeichnet; dies ist ein Hinweis auf eine Schweinemast in früheren Jahrhunderten (Schwedenhagen=Swinehagen=Schweinehagen).

### Topographie

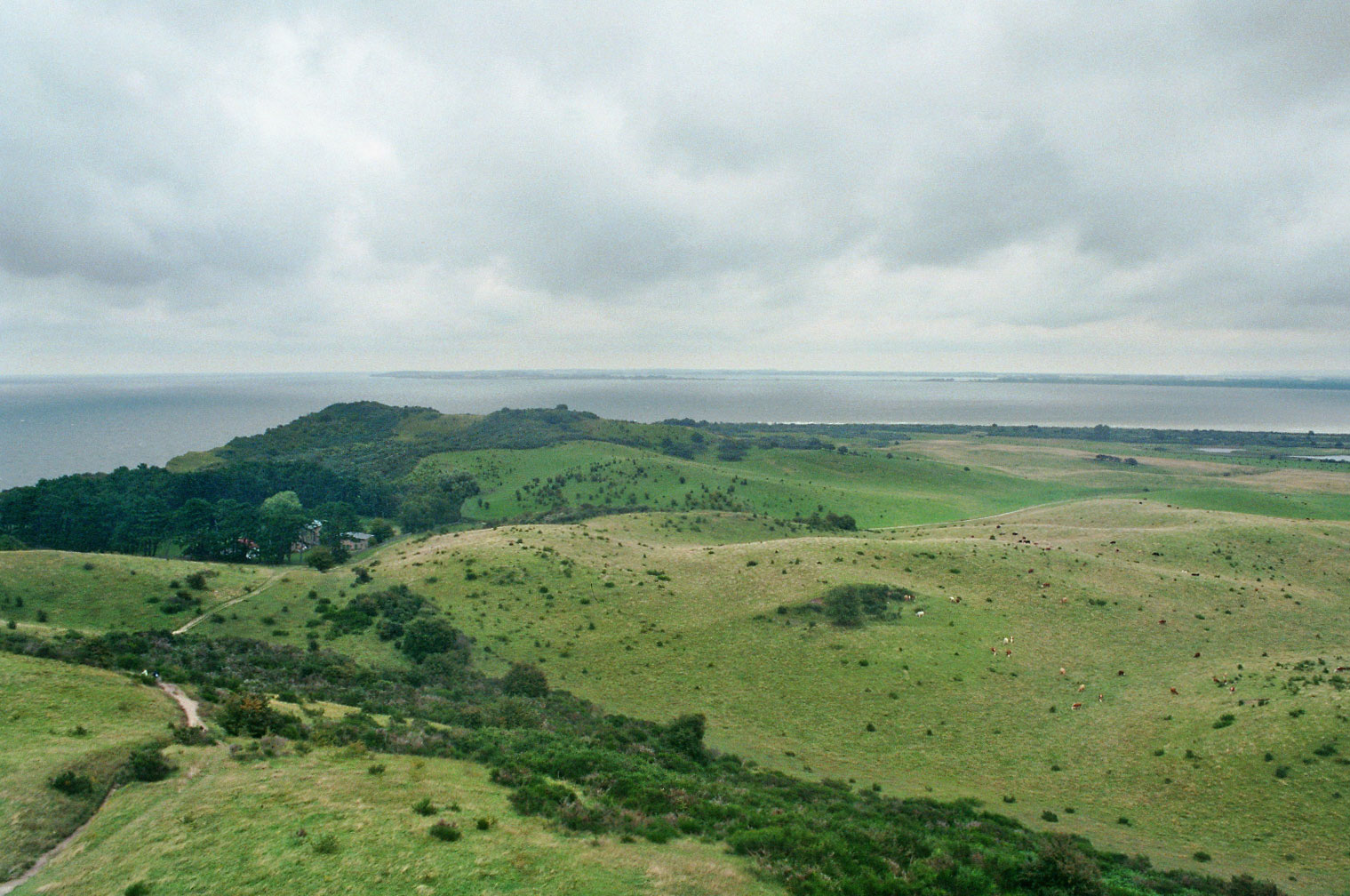
Blick vom Leuchtturm nach Nordosten zum Swantiberg – August 2006

An der gesamten Dornbusch-Außenküste sind folgende Küstenvorsprünge oder Uferbereiche benannt:
- Von Südwest nach Nordost: Vorlege, Hucke, Tiddenufer, Rennbaumhuk, Klausnerbrüche, Klausnerhuk, Swantevitschlucht, Tietenufer, Signalmasthuk/Flederberghuk, Toter Kerl, Dornbusch (im eigentlichen Sinne), Enddorn.

Als Huk oder Hucke werden an der Ostseeküste große Kliffvorsprünge bezeichnet. Der Name „Dornbusch“ soll von mehreren großen Dornsträuchern herrühren, die einst am oberen Kliffrand standen und Seefahrern als Orientierungspunkte dienten. Später wurde der Begriff auf das gesamte Hochland übertragen. Der Enddorn, früher auch Endur, Endendorn, oder Entendorn genannt, war demnach das (Nordost-)Ende vom Dornbusch und ist es heute noch.
Hügel und Berge (jeweils von West nach Ost):
- am unteren Dornbuschhang: Ecklingsberg, Rübenberg, Rabenberg
- im Hochland: Schulterberg, Hexenberg, Aschkoben, Lehmberg, Bakenberg, Schluckswiekberg
- am Kliffrand gelegen: Hübnerberg, Patzenhöhe, Sandberg, Tannenberg, Flederberg/Fliederberg/Sirenenberg, Swantiberg

Täler sind – ebenfalls von West nach Ost – Hexengrund, Nussschlucht/„Walhalla“, Tannengrund und Honiggrund. Alle vier sind beim Abtauen der Eismassen am Ende der letzten Eiszeit als periglaziale Trockentäler entstanden. 
Mehrere Senken, in denen sich Regen- und Schmelzwasser sammelt, sind über das Hochland verteilt. Die sind das Riedsal östlich von Kloster und die kleineren Sümpfe Ellesegen, Alten-Diek, Neuer Teich, Großer Grüm-Kierl und Kleiner Grüm-Kierl.

### Kliffranddünen
Geologisch und botanisch interessant sind die Kliffranddünen. Hier wird der Sand vom Strand das Kliff hinauf geweht und lagert sich am oberen Kliffrand wieder ab. Dementsprechend ist der Sand sehr feinkörnig. Große Kliffranddünen lagen überall zwischen Signalmasthuk und dem Ort Kloster. Die größte war mit Abstand die Bismark-Düne am Rennbaumhuk. Sie wurden allerdings in den 1970er Jahren mit Dünenzäunen festgelegt, um ein Versanden der Wege und eine schnellere Abtragung der Steilküste zu verhindern. Die ehemals baumlosen Dünen sind heute bewaldet oder verbuscht (siehe Abschnitt Flora), doch kann man ein kleines Stück westlich des Rennbaumhuks vom Kliffrandweg aus einen schmalen, scharf nach Norden abbiegenden Pfad betreten, der auf ein erhaltenes, wenn auch kleines Stück einer solchen Düne führt.

## Flora und Fauna

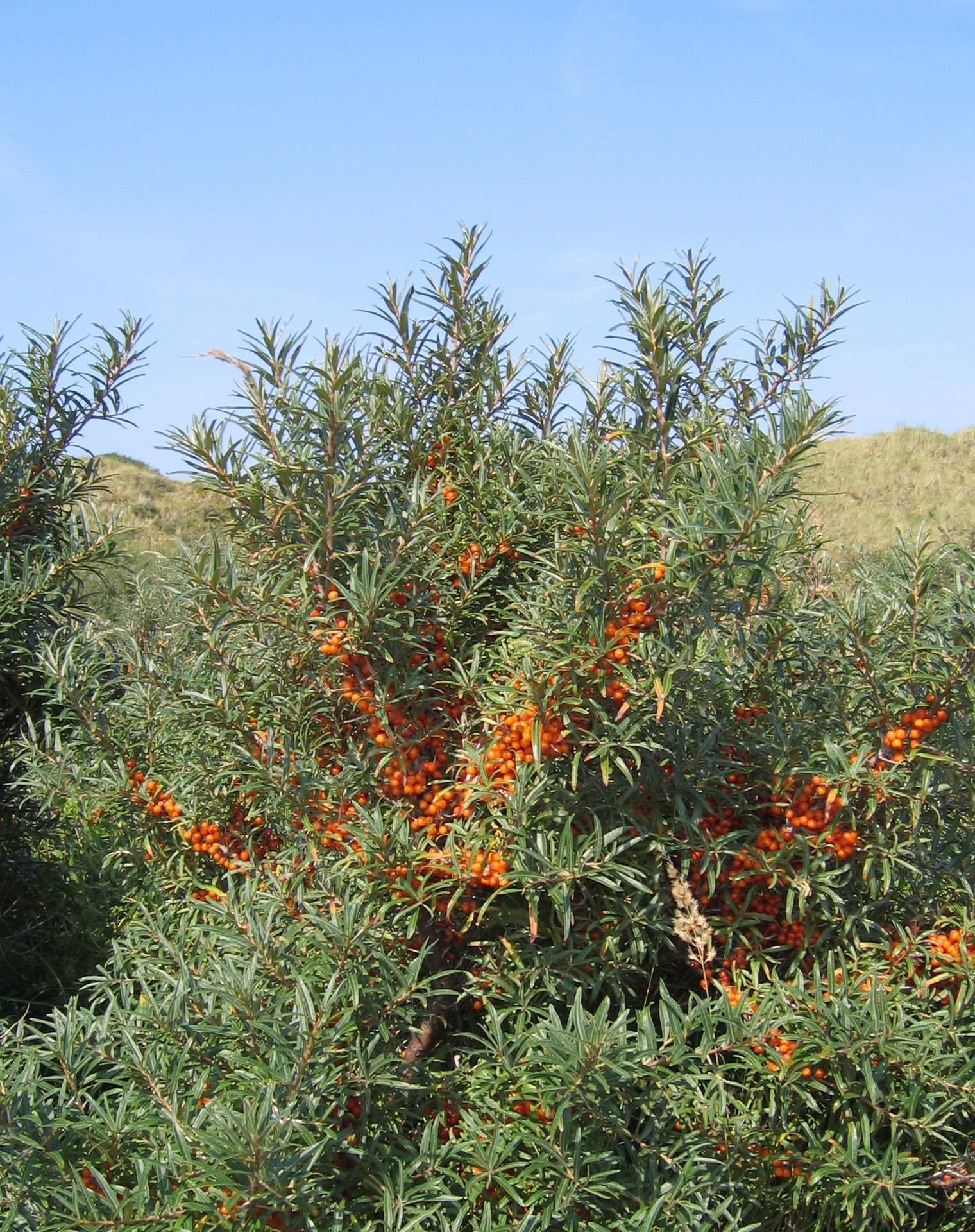
Sanddorn

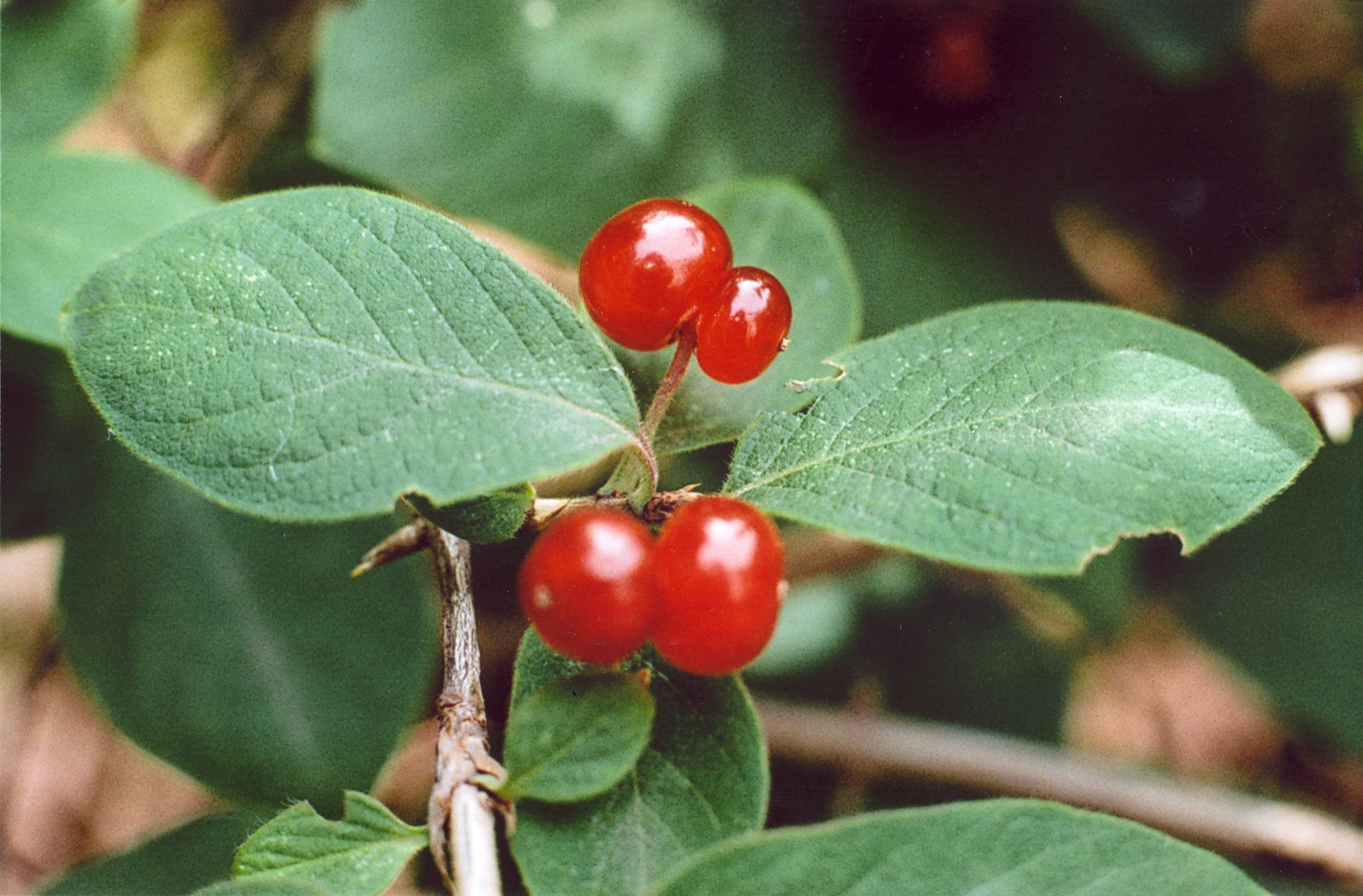
Rote Heckenkirsche

Der nach Süden hin ausgerichtete Dornbuschhang hat eine entsprechende Pflanzen- und Tierwelt aufzuweisen. 

### Flora
Weite Teile des flacheren Gebiets (am Süd- und Nordosthang) werden als Grünland genutzt. Durch die Beweidung durch Rinder, Pferde und Schafe und auf den ehemaligen Ackerflächen hat sich ein Magerrasen gebildet. Typische Pflanzen sind Wiesen-Schlüsselblume, Gewöhnliche Hundszunge, Dach-Trespe, Knack-Erdbeere, der seltene Acker-Steinsame, die giftige Kornrade, Kahles Bruchkraut, Gewöhnlicher Ackerfrauenmantel, Scharfer Mauerpfeffer, verschiedene Königskerzen, Gewöhnlicher Natternkopf, Saat-Mohn, Tausendgüldenkraut, Jakobs-Greiskraut und Golddistel.
Als weiterer häufiger Vegetationstyp kommen Dornstrauchgebüsche hinzu, bestehend aus Sanddorn, Schwarzem Holunder und Schlehe. Vielerorts ist es von stickstoffliebenden Brombeeren und Brennnesselstauden durchsetzt, so beispielsweise am Swantiberg und im Honiggrund. 
Vom Ort Kloster über die Hucke bis zur Ausflugsgaststätte Zum Klausner im Tannengrund erstreckt sich ein Mischwald aus Wald-Kiefer, Rotbuche, Stiel-Eiche, Hainbuche, Vogelkirsche, Schwedischer Mehlbeere, Berg- und Spitz-Ahorn. Im Westen – auf den einstigen Kliffranddünen – finden sich überwiegend Feld-Ahorn, Weißdorn, Hänge-Birke, Gemeine Hasel, Weiden, Rosen, Rote Heckenkirsche, Purgier-Kreuzdorn, Schlehe, Pfaffenhütchen und Alpen-Johannisbeere. nördlich von Kloster im Bereich der ehemaligen Vogelwarte stehen auch einige Sommer- und Winter-Linden sowie Hybride beider Arten. Als Unterwuchs kommen Gewöhnliche Waldrebe, Gewöhnlicher Hopfen, Tüpfelfarn, Wald-Zwenke, das auf Hiddensee extrem selten gewordene Große Zweiblatt und die Echte Mondraute, sowie die noch häufige Breitblättrige Stendelwurz vor. Frühblüher sind z. B. März-Veilchen, Scharbockskraut und Efeu-Ehrenpreis. Die reichhaltige Orchideenflora, durch die Hiddensee früher bekannt war, ist jedoch verschwunden.
Der Wald auf dem Schwedenhagen besteht aus Stiel-Eichen, Gewöhnlichen Eschen, Berg-Ulmen und vielen alten Wild-Birnen. Besonders häufig sind hier Frühblüher wie Zwerg-Lerchensporn und Mittlerer Lerchensporn.
Botanisch von Bedeutung ist außerdem das Besenginsterbuschland auf dem zentralen Dornbusch.

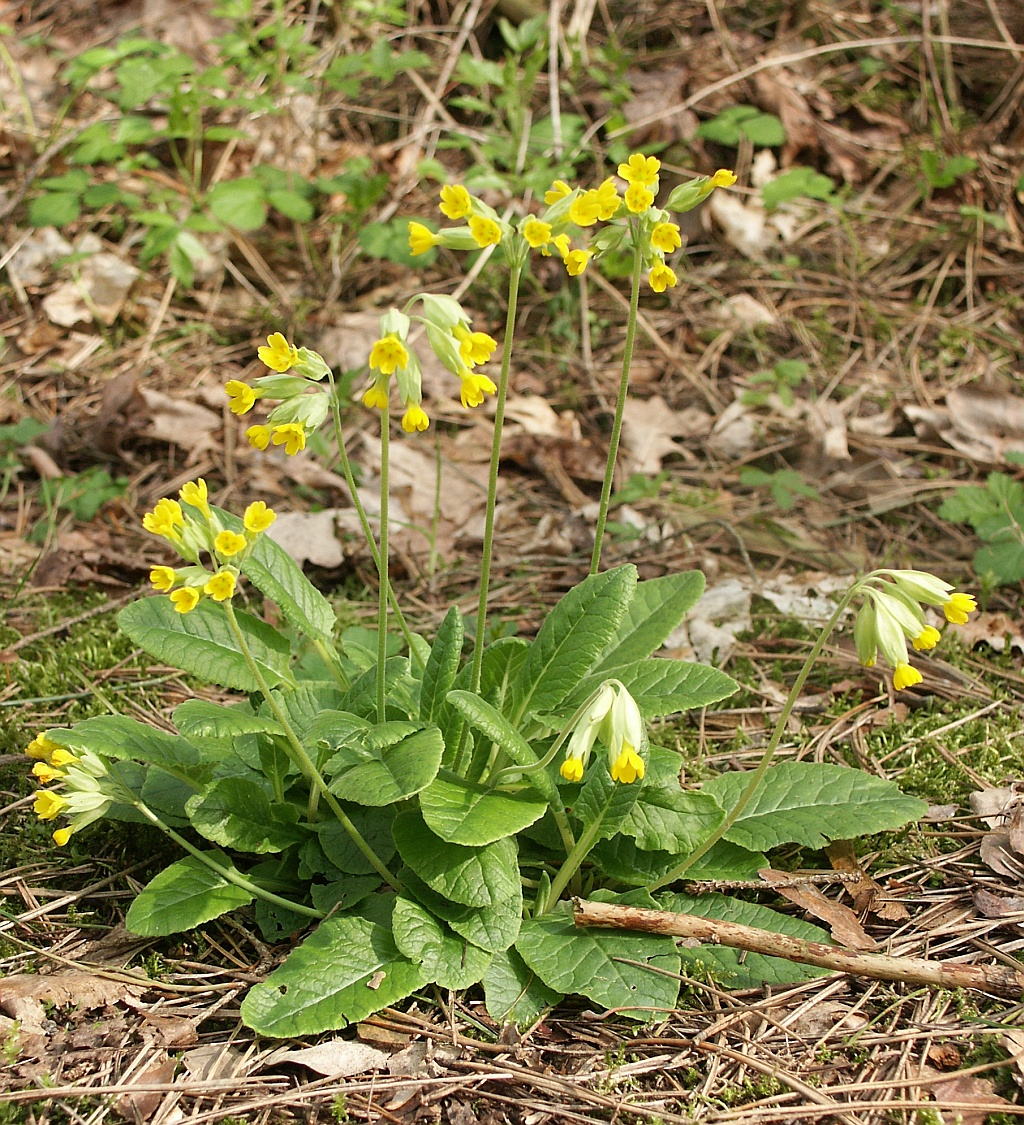
Wiesen-Schlüsselblume
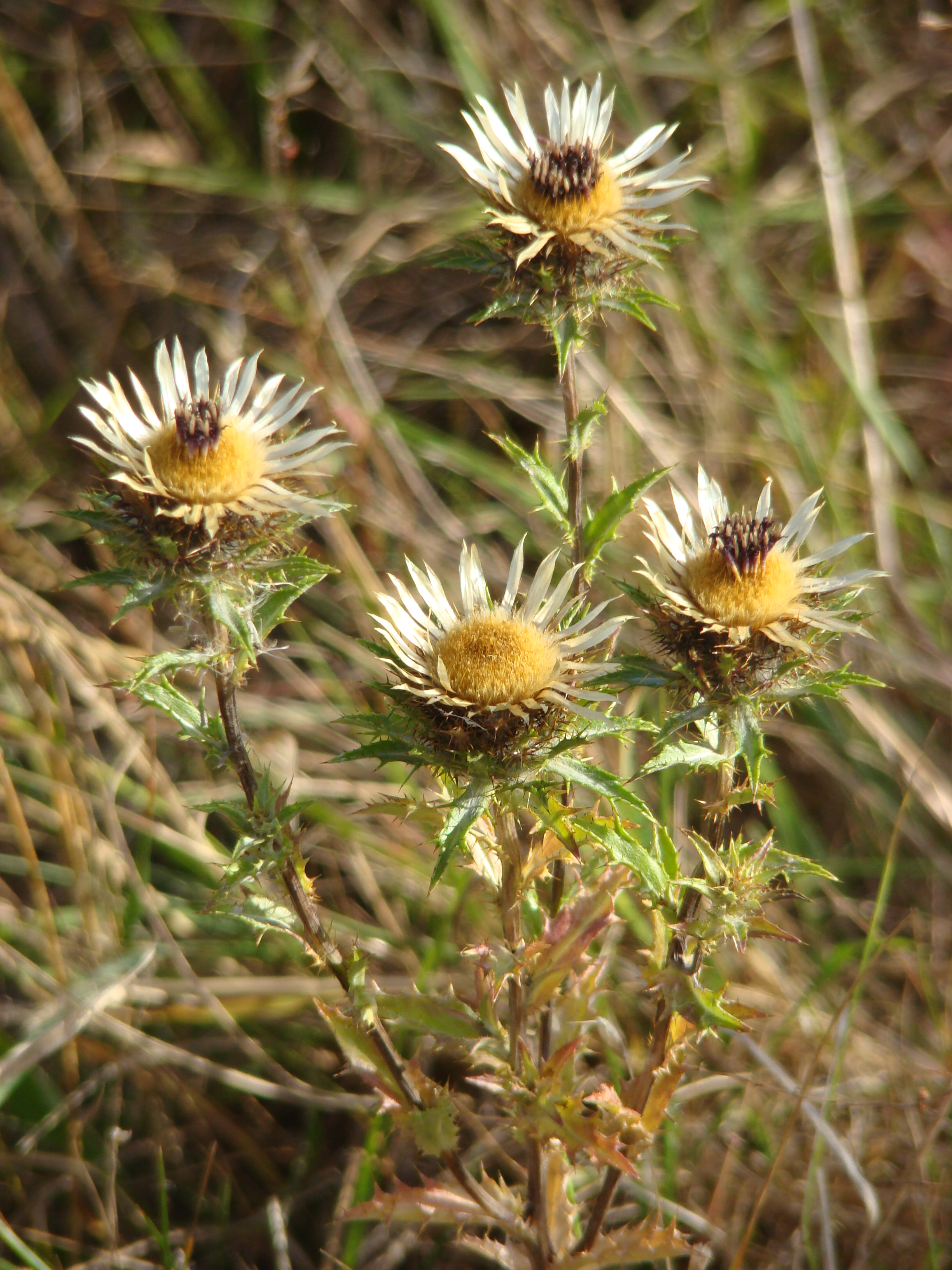
Golddistel
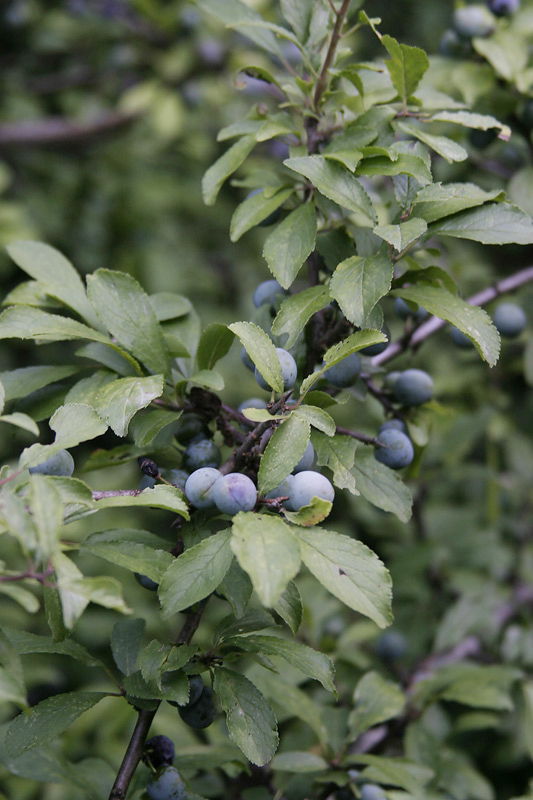
Schlehe
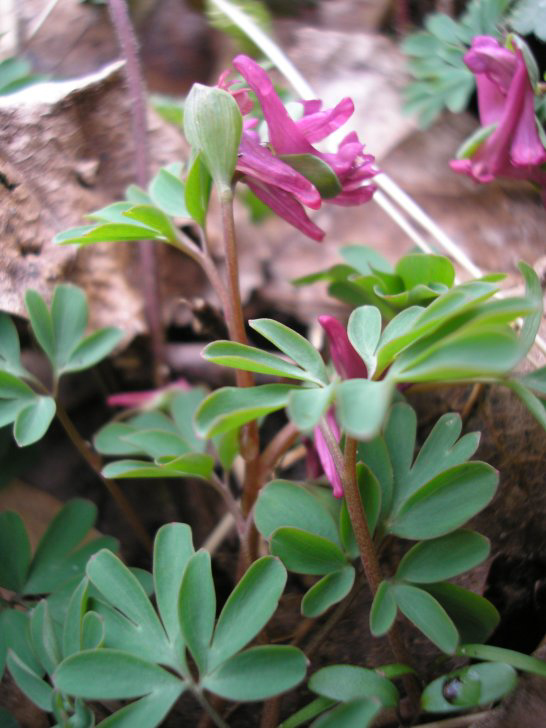
Mittlerer Lerchensporn
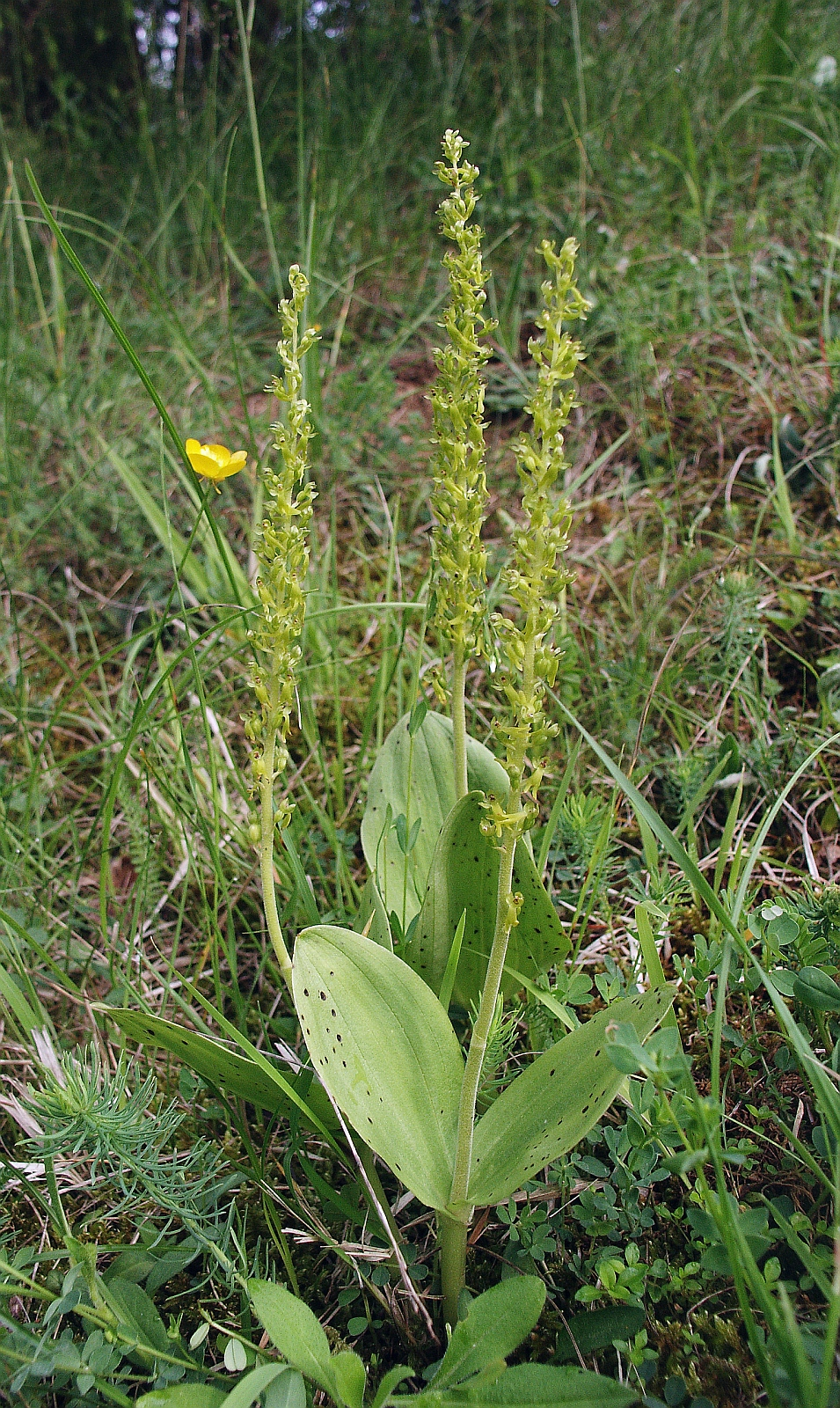
Großes Zweiblatt
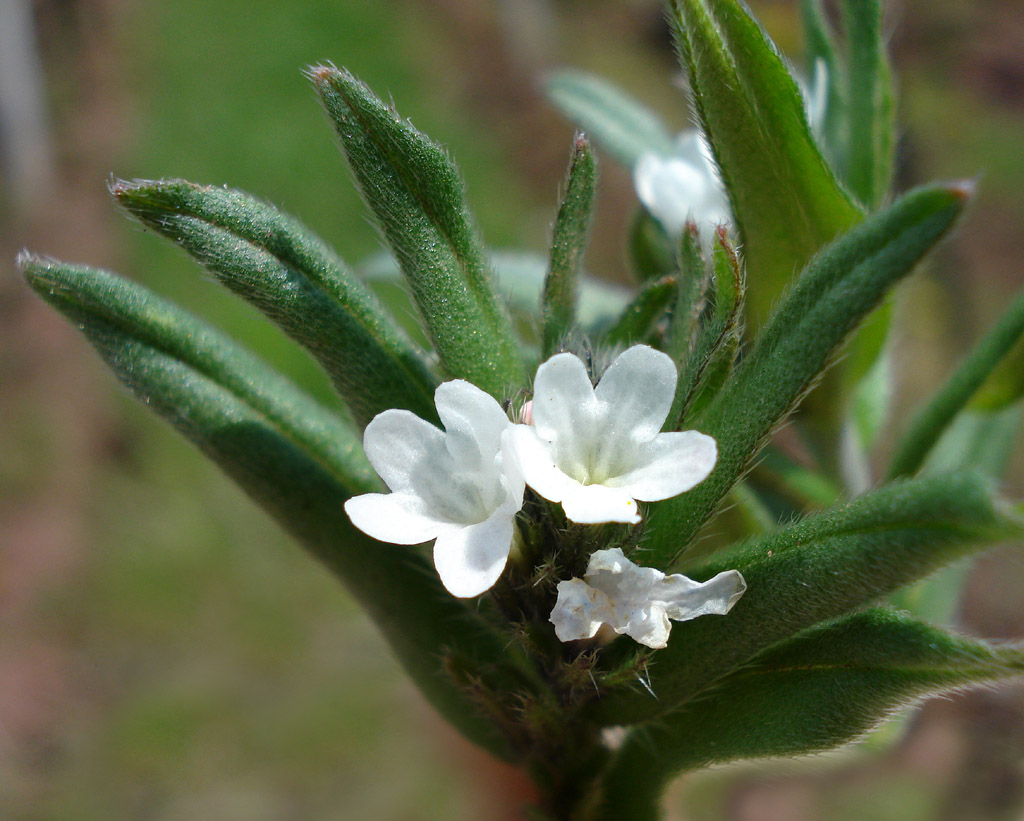
Acker-Steinsame
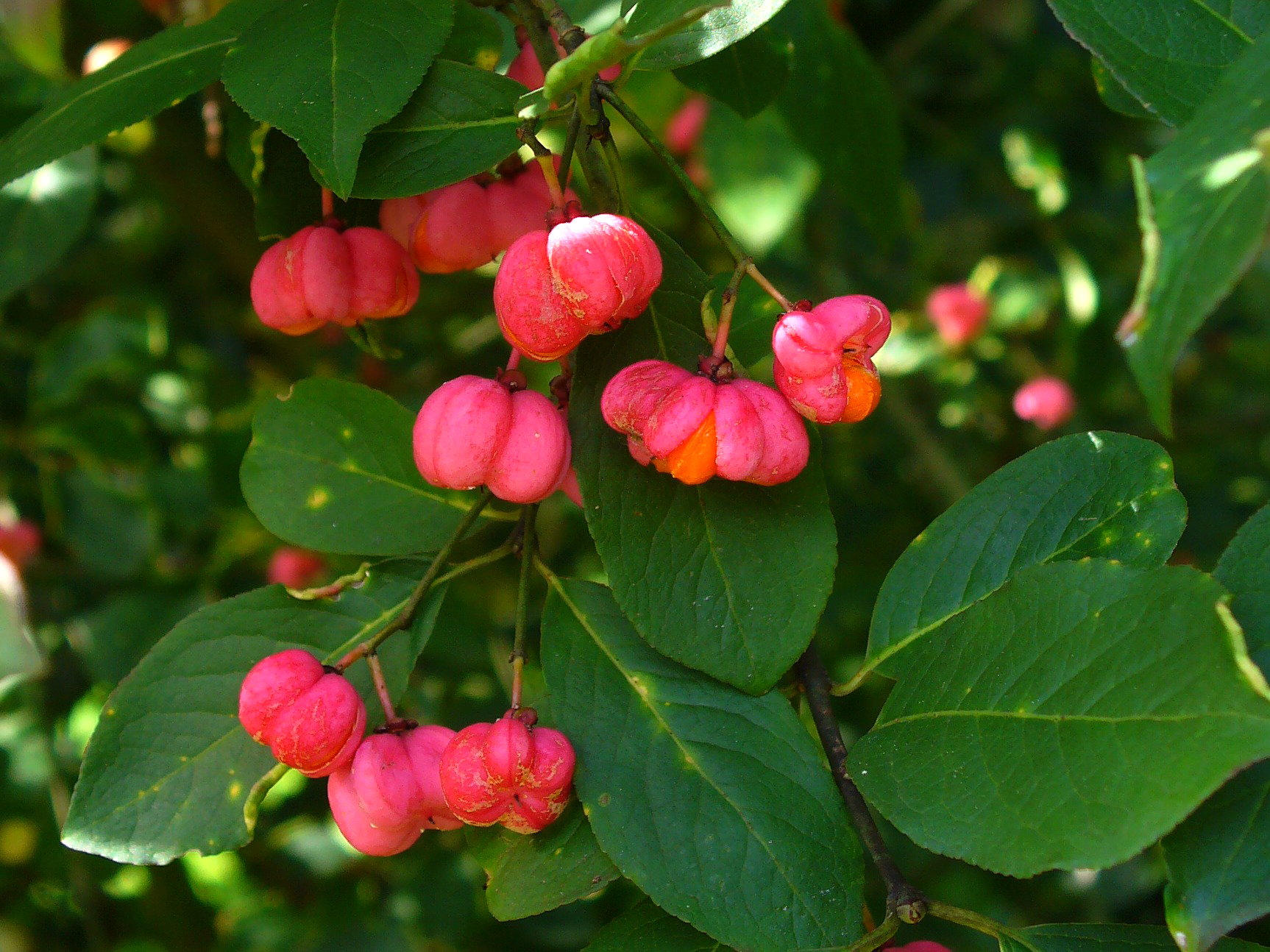
Pfaffenhütchen

### Fauna

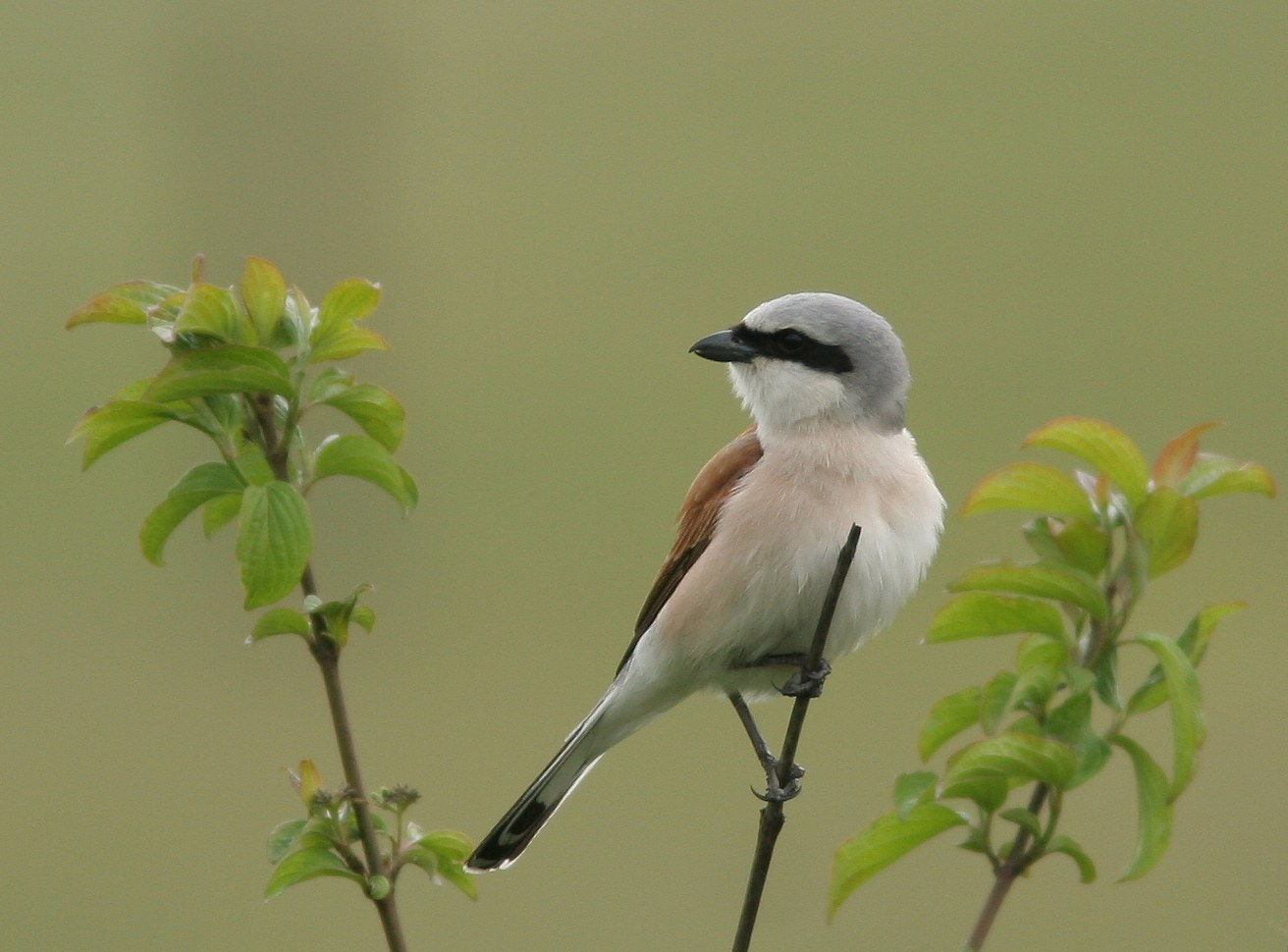
Männlicher Neuntöter

In den Dornbuschwald wurden um 1900 Fasane und Rehe als Jagdwild ausgesetzt, erstere konnten sich jedoch nicht dauerhaft etablieren. Die früher großen Bestände von Wildkaninchen sind infolge der „Kaninchenpest“ (Myxomatose) stark zurückgegangen.
Hiddensee ist vor allem für seine vielen Brutvögel bekannt. Zu nennen wären für die Dornstrauchgebüsche Steinschmätzer, Klappergrasmücke, Dorngrasmücke, Neuntöter, Feldlerche, Goldammer und Gelbspötter; für den Dornbuschwald Buchfink, Singdrossel, Mönchsgrasmücke, Waldlaubsänger, Buntspecht und Ringeltaube. In den Kliffhängen nisten Uferschwalben und Hausrotschwänze, welche oft verlassene Schwalbenhöhlen nutzen. In der Nähe des Klausners brüten im Steilhang auch Kolkraben. Der Zaunkönig und der Karmingimpel bevorzugen die bewachsenen Hänge an der Hucke. Der hoch aufragende Dornbusch hat als Orientierungspunkt für ziehende Vögel eine große Bedeutung. An den Außenküsten werden nach starken Nordweststürmen im Herbst und Winter gelegentlich nordische Enten, Sturmvögel und Alkenvögel herangeweht. So gibt es Nachweise von Wellenläufern (jeweils ein Vogel am 31. Dezember 1961 und 17. November 1977), Prachteiderenten (Frühjahr 1901 und 7. bis 17. Dezember 1988), Tordalken (zum Beispiel rund zwanzig Exemplare am 1. Dezember 1852) und vielen anderen. Auf mediterrane Arten wirken die sonnigen Hänge anziehend, dies bestätigen Beobachtungen von Alpensegler, Bienenfresser, Blaumerle und Wiedehopf.

## Küstenschutz

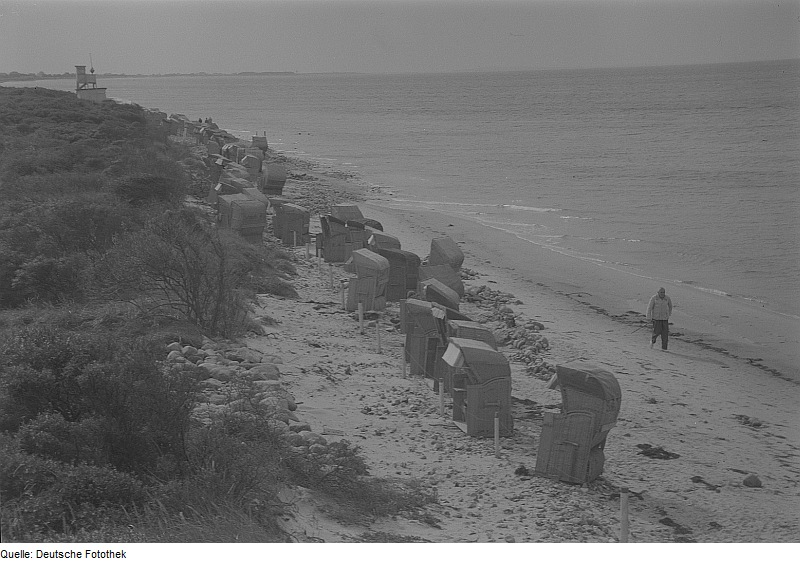
Der Strand von Kloster vor Bau des Südteils der Uferschutzmauer zwischen 1950 und 1977 – Blick nach Süden

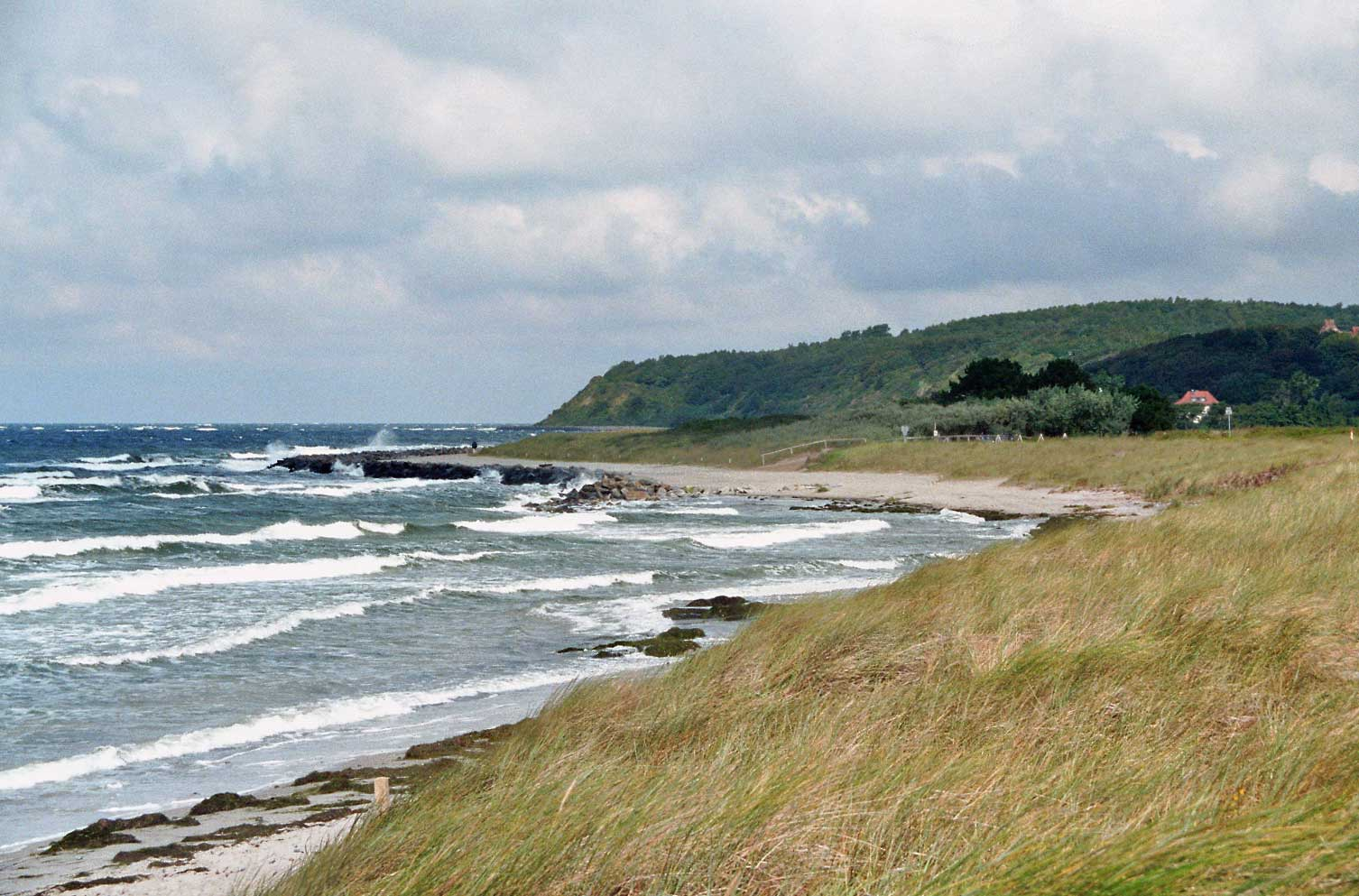
Südende der Uferschutzmauer am Harten Ort im August 2006 – Blickrichtung nach Norden zur Hucke

Seit 1899 wurden mehrere Messungen des Steiluferrückgangs vorgenommen. Übereinstimmend wurde der jährliche Rückgang mit 20 Zentimetern pro Jahr zwischen Leuchtturm und Swantiberg angegeben. Am Enddorn und vor dem Bau der Mauer an der Hucke gab es sogar Landverluste von 60 Zentimetern im Jahr. Das am Dornbuschkliff abgetragene Material wird von der Strömung nach Südosten und Südwesten verfrachtet und lässt sowohl das Hiddenseer Flachland am Gellen, als auch den Neubessin weiter wachsen. Hier bildet sich eine Ausgleichsküste heraus. In voraussichtlich mehreren tausend Jahren wird der gesamte Dornbusch abgetragen sein.
Entlang des Kliffrands kommt es immer wieder zu größeren Abbrüchen von Geschiebemergel-Schollen. Vom Kliffrandweg zwischen Enddorn und Swantiberg lässt sich der Abtragungsprozess über mehrere Jahre gut beobachten. Die letzten großen Abbrüche gab es in den Jahren 2000 und 2004 am Toten Kerl.
Das einzige deutlich hervorstechende Küstenschutz-Bauwerk ist der 2 Kilometer lange Steinwall zwischen Rennbaumhuk und Hartem Ort, der an der Hucke zu einer 3 Meter hohen Mauer ausgebaut ist. Von 1938 bis zum Kriegsbeginn 1939 wurde das erste Teilstück an der Hucke in etwa 20 Metern Entfernung zum Strand gebaut, der schmale Wasserspalt zwischen Steinwall und Ufer füllte sich rasch mit eingetragenem Sand auf. Später wurde er nach Süden verlängert. An der Hucke und dem Strand von Kloster gab es vorher extreme Landrückgänge. Das Ergebnis ist allerdings nicht nur positiv. Die Steilküste wurde zwar erfolgreich geschützt, doch gab es aufgrund der Witterungseinflüsse trotzdem weitere Abbrüche, die große Schuttkegel bildeten. Sie konnten selbst bei Sturmhochwasser wegen der Mauer nicht mehr weggespült werden und bewuchsen allmählich mit Sträuchern. Somit blieb eines der wohl interessantesten Kliffstücke Hiddensees nicht erhalten.
1937 wurden neun Stahlspundbuhnen am Swantiberg und eine in der Nähe vom Leuchtturm errichtet. Sie wurden in den darauffolgenden Jahrzehnten jedoch stark beschädigt und sind heute kaum noch zu erkennen.
Der ab 1861 mit Kiefer, Stieleiche, Hainbuche und Hasel aufgeforstete Küstenschutzwald auf dem westlichen Dornbusch schützt vor der Winderosion.

## Siedlungen und Bauwerke

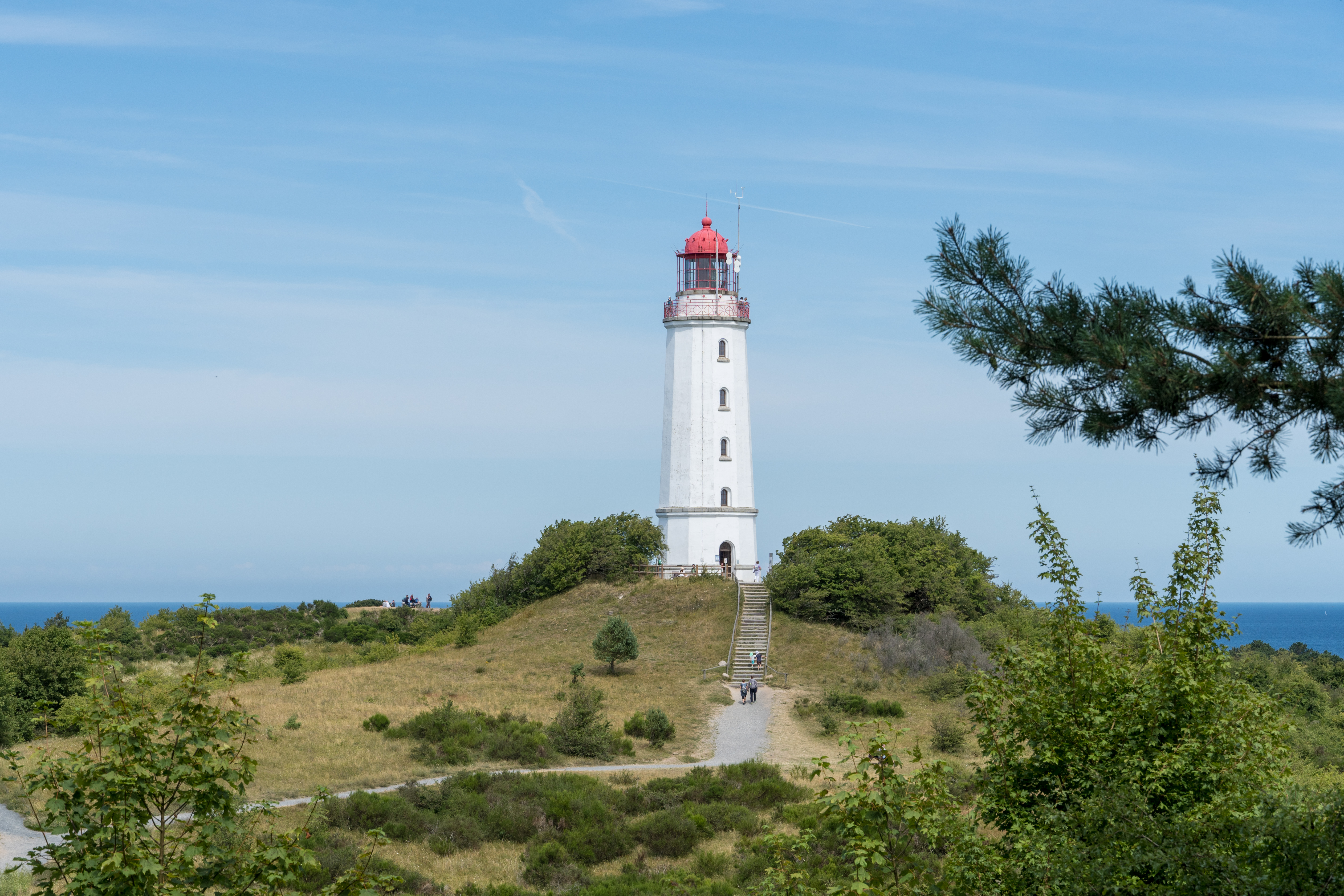
Leuchtturm Dornbusch im Juli 2022 – Blick nach Nordnordost.

Am Südhang des Hügellands liegt Kloster. Es ist das kulturelle Zentrum der Insel. Ein Stück weiter nordöstlich befindet sich der kleinste und älteste Ort Hiddensees, Grieben.
Im Hochland stehen vereinzelt weitere Gebäude, so der 27,5 Meter hohe Leuchtturm Dornbusch und die Ausflugsgaststätte und Pension Zum Klausner. Vom Strand unterhalb des Kliffs ist sie über eine Treppe durch den bewaldeten Steilhang zu erreichen; nach den Stürmen zur Jahreswende 2018/2019 war die Treppe aus Sicherheitsgründen gesperrt worden, inzwischen ist sie wieder auf ganzer Länge zugänglich.
Der Klausner ist zentraler Handlungsort des preisgekrönten Erstlingsromans Kruso von Lutz Seiler aus dem Jahr 2014.